# Columbia University Press

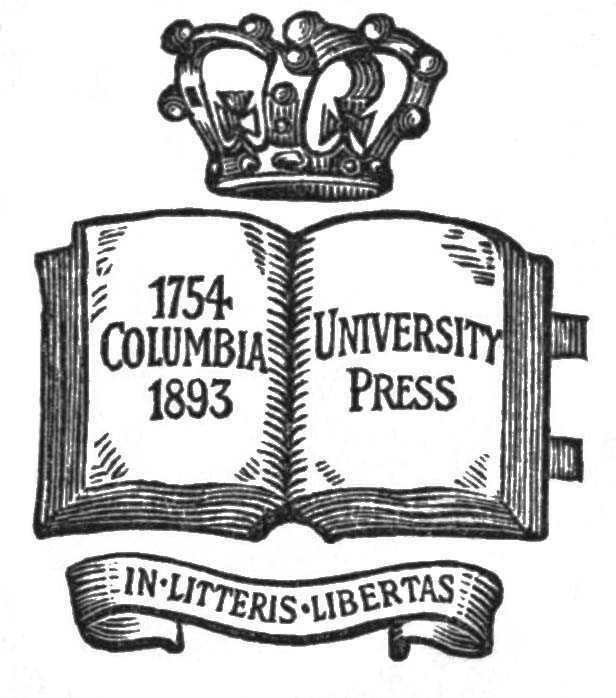
Una dintre cele mai vechi logo-uri ale Columbia University Press

Columbia University Press este o editură universitară cu sediul în New York și este afiliată Universității Columbia. Ea este condusă în prezent de Jennifer Crewe (2014–prezent) și publică lucrări academice de științe umaniste, inclusiv studii literare și culturale, lucrări de istorie, asistență socială, sociologie, religie, cinematografie și studii internaționale.
Fondată în 1893, Columbia University Press este notabilă pentru publicarea unor lucrări de referință, cum ar fi The Columbia Encyclopedia (1935–prezent), The Columbia Granger's Index to Poetry (online ca The Columbia World of Poetry Online) și The Columbia Gazetteer of the World (de asemenea, on-line) și pentru editarea pieselor muzicale.
Prima editură universitară americană care a publicat materiale în format electronic, Columbia University Press a fondat în 1998 site-ul Columbia International Affairs Online (CIAO) și Columbia Earthscape (în 2009).
În 2011, Columbia University Press a achiziționat editura britanică Wallflower Press.